# Iwajlo Andonow
Iwajlo Wiktorow Andonow (bulgarisch Ивайло Викторов Андонов, wiss. Transliteration Ivajlo Viktorov Andonov; * 14. August 1967 in Blagoewgrad) ist ein ehemaliger bulgarischer Fußballspieler.

## Werdegang
Andonow begann seine Profikarriere 1987 bei seinem Heimatverein Pirin Blagoewgrad und wechselte 1991 zu ZSKA Sofia, mit denen er auf Anhieb bulgarischer Meister wurde. Nach drei Jahren und 55 Toren in 84 Spielen für ZSKA wechselte er zum spanischen Club Albacete Balompié, wo er sich nicht durchsetzen konnte. Nach nur einem Jahr ging Andonow 1995 nach Deutschland zu Arminia Bielefeld, wo er ebenfalls nur ein Jahr spielte. Er kehrte zu ZSKA Sofia zurück und wurde erneut bulgarischer Meister und Pokalsieger. Der Stürmer Andonow wechselte 1997 zum Lokalrivalen Lokomotive Sofia, bevor er zwei Jahre später nach Deutschland zurückkehrte und sich dem 1. FC Union Berlin anschloss. Schließlich kehrte Andonow im Jahre 2001 zu seinem Heimatverein zurück und beendete zwei Jahre später seine Karriere.
Iwajlo Andonow absolvierte zwischen 1991 und 1995 insgesamt fünf Länderspiele für die bulgarische Nationalmannschaft, konnte dabei allerdings kein Tor erzielen. Er nahm an der Weltmeisterschaft 1994 in den Vereinigten Staaten teil, bei der die bulgarische Auswahl den vierten Platz belegte. Andonow blieb bei dem Turnier ohne Einsatz.

## Erfolge
- Bulgarischer Meister: 1991/92, 1996/97
- Bulgarischer Pokalsieger: 1992/93, 1996/97